# Zsá Zsá Inci Bürkle
Zsá Zsá Inci Bürkle (née le 20 août 1995 à Pforzheim) est une actrice allemande.

## Biographie
Bürkle grandit d'abord à Straubenhardt. À six ans, elle déménage à Berlin avec sa mère, où elle vit encore aujourd'hui. Lorsque sa mère travaille aux États-Unis, Bürkle obtient le High school diploma là-bas. Elle termine sa formation d'actrice au Lee Strasberg Theatre and Film Institute. Elle est surtout connue pour son rôle de Trude dans le film Charlotte et sa bande et ses suites. De plus, elle est devant la caméra pour la série Le Journal de Meg au cours des trois saisons ainsi que dans des spots publicitaires sur RBB et ZDF.
En plus d'actrice, Bürkle fait de la musique. Depuis 2014, elle est membre du duo électronique Lionzz, qui sort son premier EP Catalyst le 19 septembre 2014 sous forme d'album numérique sur iTunes.

## Filmographie
Cinéma
- 2006 : Charlotte et sa bande
- 2007 : Charlotte et sa bande 2 : premières amours
- 2009 : Charlotte et sa bande : vers l'âge adulte
- 2015 : Un prof pas comme les autres 2
- 2017 : On a échangé nos filles (de)
- 2019 : All My Loving (de)

Téléfilms
- 2004 : Dicker als Wasser (court métrage)
- 2010 : Un amour sous couverture (de)
- 2013 : Mord in den Dünen (de)
- 2016 : Die 7. Stunde
- 2016 : La Métamorphose d'Antonia
- 2018 : Un hold-up sans précédent (de)
- 2019 : Walpurgisnacht – Die Mädchen und der Tod

Séries télévisées
- 2008–2011 : Le Journal de Meg (18 épisodes)
- 2015 : Endlich Frühling (de)
- 2016 : Letzte Spur Berlin (épisodes Fenster zum Hof et Teufelspakt)
- Depuis 2016 : Der Lehrer (de)
- 2017 : Heldt (épisode Die Lehrer, die ich rief)
- 2018 : Der Zürich-Krimi: Borchert und die Macht der Gewohnheit (de)
- 2018 : Beck is back! (2 épisodes)
- 2018 : Morden im Norden (épisode Dunkle Wasser)
- 2018 : SOKO Potsdam (épisode Falsches Spiel)
- 2018 : Un cas pour deux (épisode Tod eines Piloten)
- 2019 : Der Bulle und das Biest (épisode Tanz mit dem Teufel)
- 2019 : Professor T (épisode Lügen)
- 2019 : SOKO Stuttgart (épisode #Mord)
- 2020 : WaPo Bodensee (épisode Echte Freunde)